# 查干·奥云达里
查干·奥云达里（？—）女，蒙古国人，蒙古国政治家。

## 生平
奥云达里是记者出身，曾经担任政府新闻办公室主任、国家公共广播电视台总经理。2012年8月，出任民主党代理总书记。2013年5月7日，蒙古国的主要执政党民主党举行全国协商委员会会议，该党代理总书记奥云达里当选为党的总书记。2013年8月21日，中共中央政治局委员、中共中央组织部部长赵乐际在北京会见了以奥云达里为团长的蒙古国民主党代表团。